# Чарлі Свонсон
Чарлі Свонсон (англ. Charlie Swanson, 20 лютого 1998) — американський плавець. Переможець Панамериканських ігор 2019 року на дистанції 400 метрів комплексом